# خنزير قزم
الخنزير القزم أو الخنزير البري القزم أو العفر القزم أو الرَّتّ القزم (الاسم العلمي: Porcula salvania) خنزير بري صغير الحجم ومن الأنواع المهددة بالانقراض. انتشر سابقاً في مختلف أنحاء الهند والنيبال وبوتان، ولكن الآن لا يوجد إلا في ولاية آسام الهندية. يوجد حالياً 150 فرداً من هذا النوع، وساهمت تدابير الحماية التي تتخذها الحكومة الهندية في احتمالات بقاء هذا النوع. ارتفاع هذا الخنزير 20-30 سنتيمتر (7.9-11.8 بوصة) وطوله 55-71 سنتيمتر (21.7 - 28 بوصة) وطول الذيل 2.5 سنتيمتر (1 بوصة)، وزنه 
6.6-11.8 كيلوغرام (14.5-26 رطل)، لونه بني غامق ضارب إلى الأسود، الخنازير المولودة حديثاً يكون لونها وردي ضارب إلى الرمادي. تضع إناثه مرة واحدة في العام من ٦ إلى ٨ خنانيص.

## اقرأ كذلك
- قائمة مزدوجات الأصابع حسب العدد